# سيامانا
سيامانا، (بالإنجليزية: Siamanna)‏، هي بلدية، في مقاطعة أوريستانو في إقليم سردينيا الإيطالي، وتقع على بعد حوالي 80 كيلومترا (50 ميل) شمال غرب كالياري وحوالي 15 كيلومترا (9 ميل) شرق أوريستانو.

## السكان
في سنة 1861 بلغ عدد السكان 631 نسمة، وتطور العدد ليصل في سنة 2011 لـ 824 نسمة.
يظهر هذا المخطط البياني تطور النمو السكاني لـ سيامانا